# Takács Ferenc (katona)
Takács Ferenc (angolul: Francis Takacs; névváltozat: Francis Takáts) (Székesfehérvár, 1826. — San Francisco?, USA, 1894. után) magyar és amerikai szabadságharcos katona. Polgári foglalkozása: aranyásó, farmer.

## Élete
Asztalosnak tanult, majd a császári seregben teljesített szolgálatot. 1847-ben az 1. császári huszárezredben volt tizedesi beosztásban. 1848-ban Kossuth Lajos zászlaja alá állt. Az 1848-49-es magyar szabadságharcban őrmesteri, 1849 február 22-től hadnagyi rangban teljesített szolgálatot. A szabadságharc végén a komáromi erődben volt. Neki is külföldre kellett távoznia, török területekre ment, mintegy két évet töltött ott internáló táborokban, végül 1851. június 19-én Gümlekből az emigránsok második csoportjával Angliába, Southamptonba, majd onnan az Amerikába hajózott.
Kaliforniában igyekezett megalapozni szerencséjét aranymosással. Az amerikai polgárháború kezdete már New Yorkban találta, belépett a New York-i Garibaldi Guard-ba, a Garibaldi maradékából és a szabadcsapatokból alakult 39. Önkéntes New York-i Gyalogezredben kapitányi beosztásba került, hamarosan az ezred segédszámvevőtisztje lett. A fejadagok és a zsold elosztása ügyében Utassy Frigyes György ezredessel elmérgesedett a kapcsolata. Végül Washingtonban Takácsot parancsmegtagadás vétségében bűnösnek találták, s 1861. november 19-én elbocsájtották az uniós sereg kötelékéből. (Később Utassy Frigyes Györgyöt is elbocsájtották az ezred éléről a fejadagok és a zsold nem előírás szerinti elosztása miatt. Sem Takács, sem Utassy esetében szóba sem került eltulajdonítási tény, az elosztás módjával volt gond mind Takács és Utassy, mind pedig Utassy és feljebbvalói közt.)
Takács a polgárháború végén visszajött Magyarországra, hogy feleséget vigyen magának. A Schmerling-provizórium (1861-1865) ideje alatt volt ez, elfogták Takácsot, az amerikai állampolgárt, diplomáciai háborúság tört ki, végül elengedték, magával vitte feleségét is. Fiúgyermekük született, de a házasságuk nem sikerült, elváltak, pereskedtek a gyermekért, a gyermeket végül az anyjánál helyezték el. Nagyon szerette Takács a gyermeket, ellopta az anyjától, s Montanába vitte, s ott farmergazdálkodással foglalkozott. Az anya tudta, hol a gyermek, nem tett feljelentést, hanem mihelyt tehette, visszalopta a gyermeket, s San Franciscoba költözött, ott újra férjhez ment, így nevet is változtatott. Takács sokáig nem tudta hol a gyermek. Gyermeke közben felnőtt és anyja 1889-ben meghalt. A fiú postai kézbesítői állásban dolgozott. Az apa már elvesztette a reményt, hogy megtalálja fiát, végül 1894-ben egész véletlenül ráakadt. Annyira boldog volt, hogy örömében meghívta a San Francisco-i magyarokat Müller Jakab magyar csárdájába, az amerikai lapok megírták Takács Ferenc "kalandját", s beszámoltak Kossuth Lajos katonájának magyar és amerikai haditetteiről is. Talán ennek is köszönhető, hogy emléke fennmaradt Takács Ferenc szabadságharcosnak.